# Fărcașa
Fărcașa is een Roemeense gemeente in het district Maramureș.
Fărcașa telt 3968 inwoners.